# Paraphlepsius docilis
Paraphlepsius docilis är en insektsart som beskrevs av Van Duzee 1923. Paraphlepsius docilis ingår i släktet Paraphlepsius och familjen dvärgstritar. Inga underarter finns listade i Catalogue of Life.